# Lilli Palmer

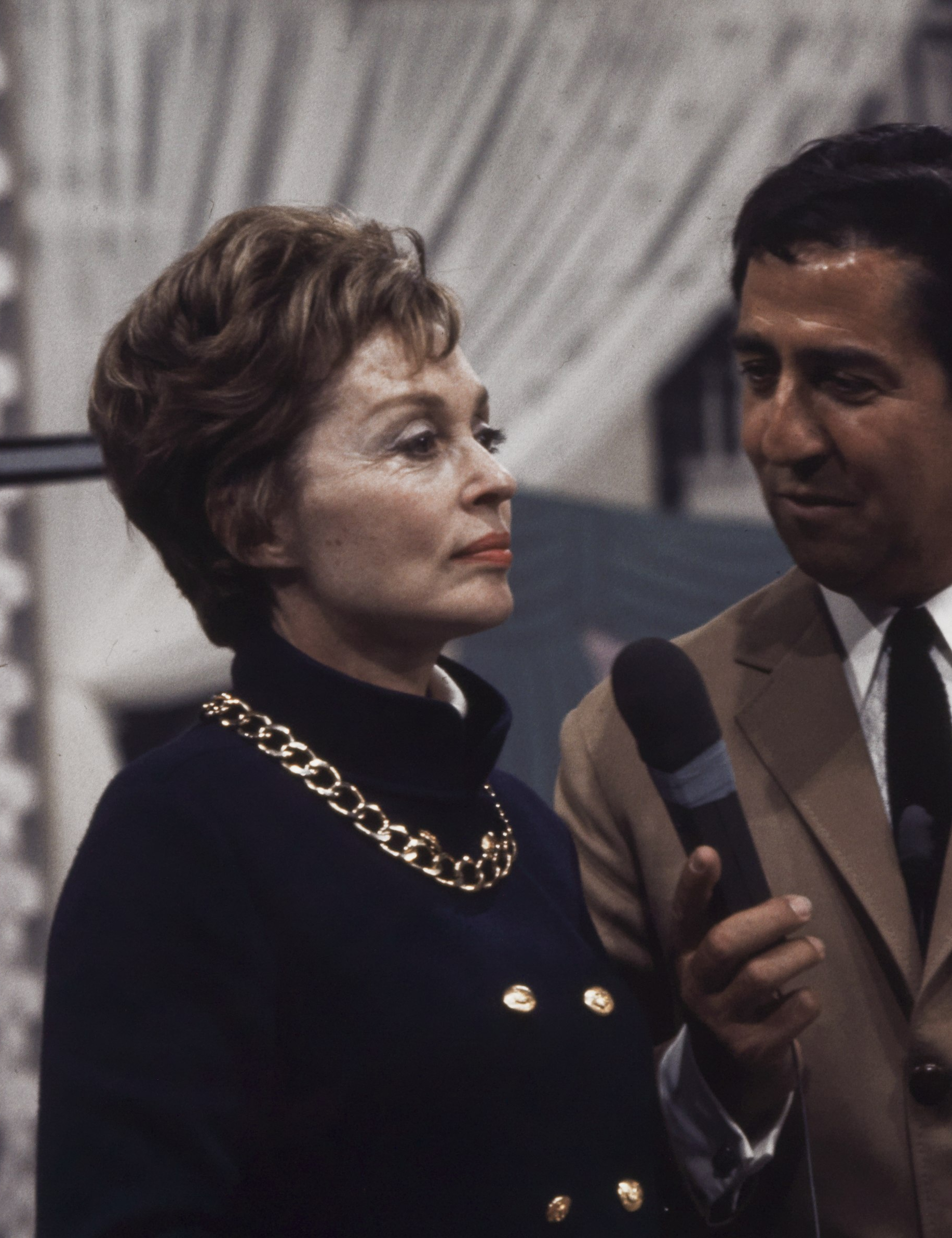
Lilli Palmer mit Vico Torriani (1969)

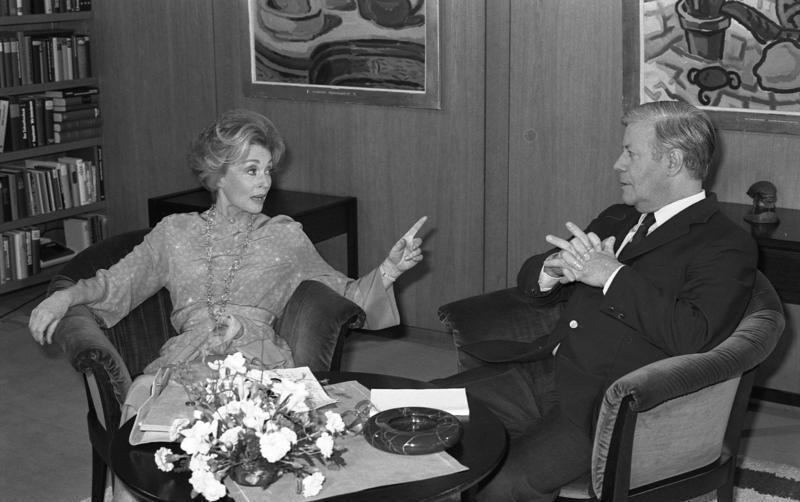
Palmer 1982 im Gespräch mit Helmut Schmidt

Lilli Palmer (eigentlich Lilli Marie Peiser; * 24. Mai 1914 in Posen; † 27. Januar 1986 in Los Angeles) war eine deutsche Schauspielerin, Autorin und Malerin mit britischer und Schweizer Staatsbürgerschaft. Ab Mitte der 1930er Jahre war sie zunächst in einer Reihe britischer Filme zu sehen. Ab 1945 drehte sie auch in Hollywood. In den 1950er Jahren kehrte sie nach Europa zurück und wirkte fortan vornehmlich in deutschen und einigen französischen Produktionen mit.

## Leben

### Familie und Jugend

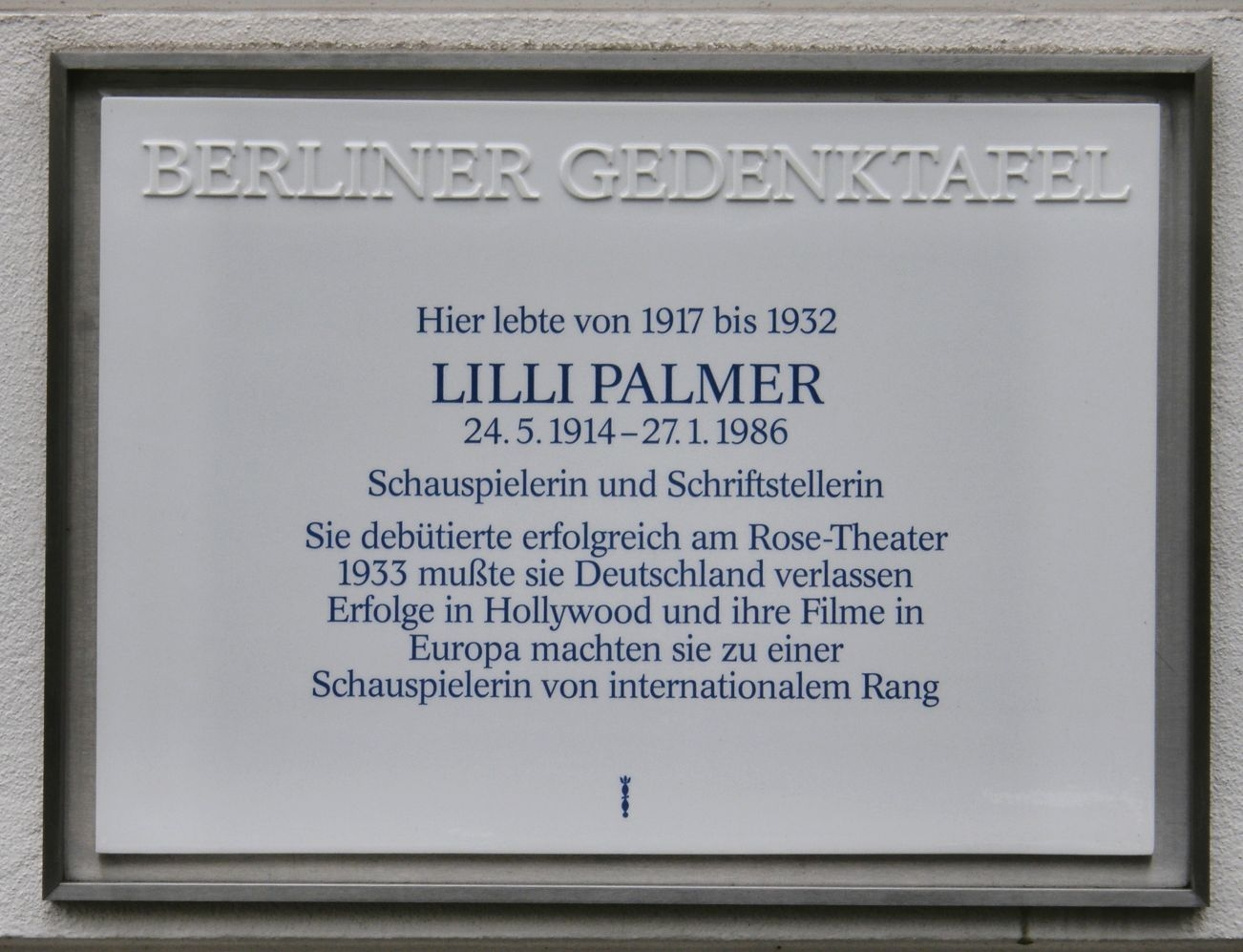
Berliner Gedenktafel am Wohnhaus Hölderlinstraße 11

Geboren wurde Lilli Palmer als Lilli Marie Peiser in der damaligen preußischen Provinzhauptstadt Posen. Ihre Eltern waren Alfred Peiser und Rose Lissmann. Der Vater war Chirurg und Chefarzt am jüdischen Krankenhaus in Berlin, die Mutter war Theaterschauspielerin und gab bereits nach der Verlobung ihren Beruf auf. Lilli hatte eine ältere Schwester, die Schauspielerin und Sängerin Irene Prador (1911–1996), und eine jüngere, Hilde Ross (1919–2008), die Tänzerin war. Als Lilli Palmer vier Jahre alt war, zog die Familie nach Berlin-Westend. An dem Haus, in dem sie damals wohnte, befindet sich heute eine Gedenktafel.
Gegen den Wunsch ihres Vaters wollte Palmer schon als Schülerin Schauspielerin werden. Sie ging morgens aufs Gymnasium (Wald-Oberschule in der Waldschulallee) und am Nachmittag zur Schauspielschule – sie bestand beide. Schauspielunterricht hatte sie bei Ilka Grüning und Lucie Höflich in Berlin.

### Sportliche Aktivitäten
In ihrer Jugend galt Lilli Palmer als Tischtennistalent. Sie war für die Weltmeisterschaft 1930 in Berlin nominiert, wo die erst 15-Jährige – unter ihrem Mädchennamen Lilli Marie Peiser – im Achtelfinale des Einzels gegen die spätere Weltmeisterin Mária Mednyánszky verlor. Danach wurde sie vom Deutschen Tischtennis-Bund DTTB auf Platz 9 der deutschen Rangliste geführt. Mit Heinz Nickelsburg spielte Peiser häufig Mixed.

### Bühnenkarriere
Ihre ersten Auftritte hatte sie am Rose-Theater in der Großen Frankfurter Straße, der heutigen Karl-Marx-Allee, nahe Koppenstraße. Im Jahr 1932 begann sie am Hessischen Landestheater Darmstadt. Knapp ein Jahr später verlor sie nach der Machtübernahme der Nationalsozialisten 1933 wegen ihrer jüdischen Herkunft ihre Stelle und musste im selben Jahr emigrieren. Palmer ging nach Paris und trat mit ihrer Schwester Irene unter dem Künstlernamen Les Sœurs Viennoises („die Wiener Schwestern“) in verschiedenen Nachtlokalen auf, um ihren Lebensunterhalt zu verdienen.

### Internationale Filmkarriere
Kurze Zeit ging sie nach London, wo sie 1935 – bereits unter dem Namen Lilli Palmer – in dem Film Crime Unlimited die weibliche Hauptrolle übernahm und so ihren ersten Vertrag mit einem englischen Produzenten erhielt. Im Jahr 1936 spielte sie eine Nebenrolle in dem Film Geheimagent von Alfred Hitchcock.
Mit einem Hollywood-Vertrag ging Palmer im November 1945 in die Vereinigten Staaten und spielte dort unter anderem neben Gary Cooper in Fritz Langs Im Geheimdienst und mit John Garfield in Jagd nach Millionen von Robert Rossen.

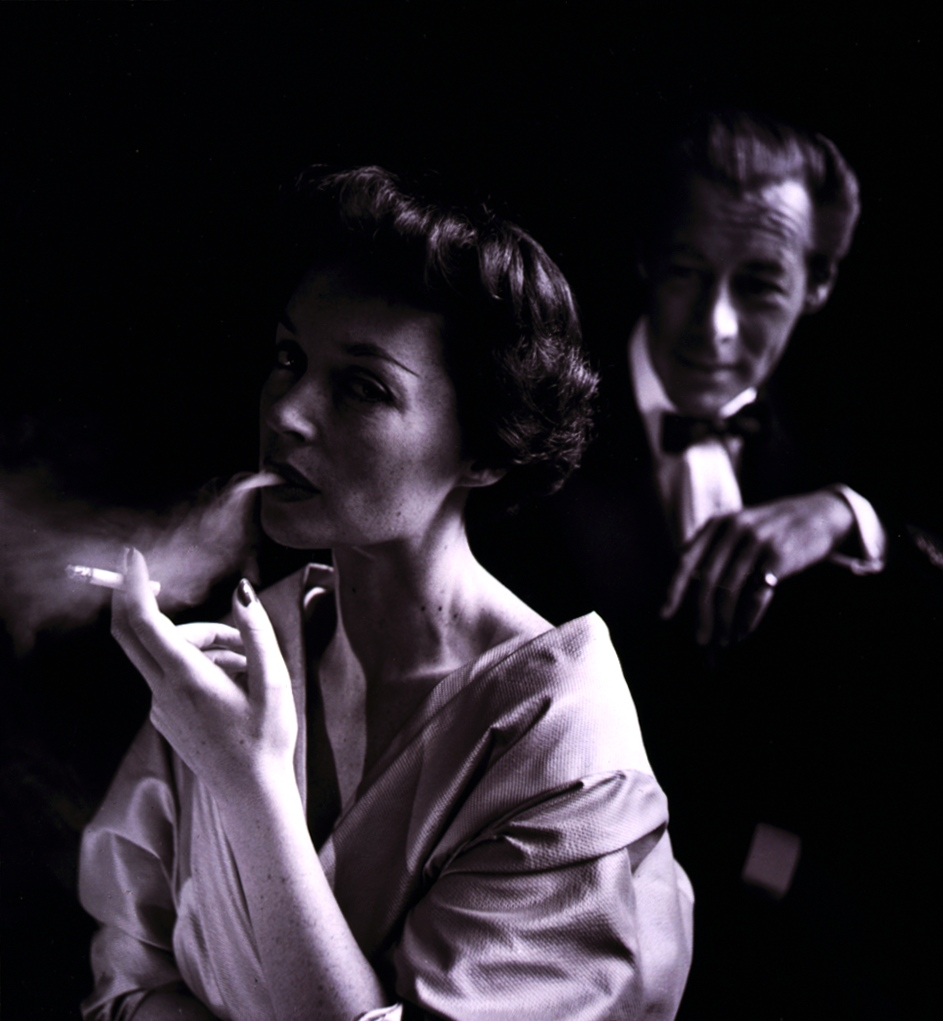
Palmer mit ihrem Mann Rex Harrison (1950), Fotografie: Toni Frissell

Der Skandal um die Affäre ihres Ehemanns Rex Harrison mit der Schauspielerin Carole Landis, die Suizid beging, beendete zunächst die Hollywood-Karriere des Ehepaars Harrison/Palmer. Allerdings traten beide erfolgreich am Broadway auf, unter anderem auch gemeinsam in der Komödie Bell, Book and Candle (deutsch: Geliebte Hexe) von John Van Druten.
1954 kehrte Lilli Palmer nach Deutschland zurück und wurde zu einem Star des Nachkriegskinos. Sie spielte unter anderem an der Seite von Curd Jürgens und Romy Schneider. In der DEFA-Verfilmung von Thomas Manns Lotte in Weimar spielte sie 1975 die Titelrolle. Auch in Frankreich, Großbritannien und den Vereinigten Staaten filmte sie mit namhaften Schauspielern wie Clark Gable, James Mason, Jean Gabin und Charles Boyer. Für ihre Arbeit wurde sie mit zahlreichen Preisen ausgezeichnet, darunter mit der Coppa Volpi der Filmfestspiele von Venedig und dem Filmband in Gold.
In Deutschland wirkte sie auch in Fernsehfilmen und Fernsehserien mit, so in Der Kommissar (Grau-roter Morgen, 1971) und in Derrick (Johanna, 1974). In zehn Folgen der Familienserie Eine Frau bleibt eine Frau trat sie im Lauf der 1970er Jahre an der Seite von Klaus Schwarzkopf auf. Unter dem Namen ihres verstorbenen Großvaters schrieb sie auch einige Geschichten zu dieser Serie.
Ihre letzte Rolle spielte sie in dem US-amerikanischen Fernsehmehrteiler Peter der Große (1986), wofür sie bei den Golden Globe Awards 1987 als beste Nebendarstellerin in einer Fernsehserie nominiert wurde.

### Buchautorin

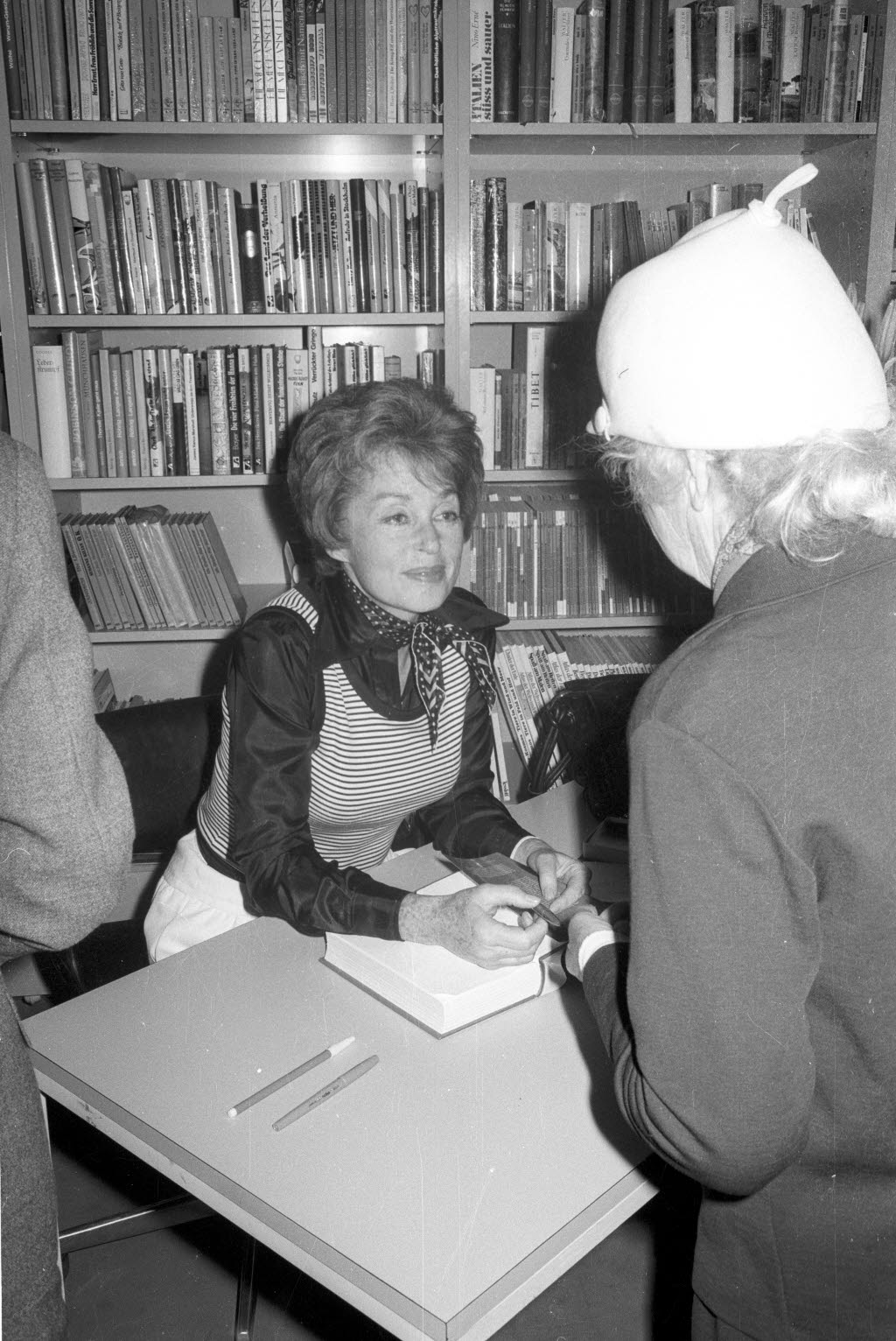
Lilli Palmer beim Signieren ihrer Memoiren Dicke Lilli – gutes Kind (1975)

Im Jahr 1974 erschienen ihre Memoiren Dicke Lilli – gutes Kind, die zu einem internationalen Bestseller wurden. Das Buch Der rote Rabe aus dem Jahr 1979 stellt eine Erweiterung dieser Autobiografie dar und schildert eine Dreiecksbeziehung zwischen Palmer, ihrem Lebensgefährten und ihrer besten Freundin. Weitere Bücher sind Umarmen hat seine Zeit (1981), Nachtmusik (1984), Eine Frau bleibt eine Frau (1985) und Wenn der Nachtvogel schreit (postum 1988 erschienen).
Neben ihrer schriftstellerischen Tätigkeit war Lilli Palmer auch eine erfolgreiche Malerin.

### Privatleben
1943 heiratete sie den britischen Theaterschauspieler und späteren Filmstar Rex Harrison. 1944 kam der gemeinsame Sohn Carey Harrison zur Welt, der an der Brooklyn University englische Literatur lehrte und zudem als Romanautor und Dramatiker arbeitete. 1956 ließen sich Palmer und Harrison scheiden.
Am 21. September 1957 heiratete Lilli Palmer den argentinischen Schriftsteller und Schauspieler Carlos Thompson. 1960 zog sie nach Goldingen in der Schweiz und lebte bis kurz vor ihrem Tod 1986 in der Villa La Loma (Lage) hoch über dem Dorf (1997 weitgehend abgerissen und neu bebaut). 1979 erhielt Palmer das Schweizer Bürgerrecht.
Lilli Palmer starb im Januar 1986 im Alter von 71 Jahren in Los Angeles an den Folgen von Krebs und wurde auf dem Forest Lawn Memorial Park in Glendale, Kalifornien, beigesetzt.

## Ehrendes Gedenken
Seit 1988 wurden junge Nachwuchsschauspielerinnen wie zum Beispiel Barbara Auer (1988), Christiane Paul (1998), Anneke Kim Sarnau (2003) oder Jasmin Schwiers (2005) im Rahmen der Verleihung der Goldenen Kamera der Fernsehzeitschrift Hörzu mit der Lilli-Palmer-Gedächtniskamera für herausragende schauspielerische Leistungen ausgezeichnet. 2003 wurde zusätzlich die Curd-Jürgens-Gedächtniskamera für den besten männlichen Nachwuchsschauspieler verliehen. 2004 wurden die beiden Auszeichnungen zur Lilli Palmer & Curd Jürgens Gedächtniskamera zusammengelegt. Dieser Preis ist derzeit mit 20.000 Euro dotiert.
Berlin brachte in der Hölderlinstraße 11 in Berlin-Westend, an dem Haus, in dem Palmer ihre Jugend verbrachte, eine Gedenktafel an. 1997 wurde in Berlin-Haselhorst die „Lilli-Palmer-Promenade“ am Krienicke-Park benannt. Im Jahr 2000 gab die Deutsche Post eine Lilli-Palmer-Briefmarke heraus. In München existiert seit einigen Jahren am Arnulfpark eine Lilli-Palmer-Straße.

## Filmografie

### Kino
- 1935: Crime Unlimited
- 1936: The First Offence (Bad Blood)
- 1936: Geheimagent (Secret Agent)
- 1937: Sunset in Vienna
- 1937: Good Morning, Boys
- 1937: The Great Barrier
- 1938: Crackerjack
- 1939: A Girl Must Live
- 1939: Blind Folly
- 1940: The Door with Seven Locks
- 1942: Thunder Rock
- 1943: The Gentle Sex
- 1943: English Without Tears
- 1945: Der letzte Sündenfall (The Rake’s Progress)
- 1946: Ungeduld des Herzens (Beware of Pity)
- 1946: Im Geheimdienst (Cloak and Dagger)
- 1947: Jagd nach Millionen (Body and Soul)
- 1948: My Girl Tisa
- 1948: Eine Frau zuviel (No Minor Vices)
- 1949: Die Hafenbar von Marseille (Hans le marin)
- 1951: The Long Dark Hall
- 1952: Das Himmelbett (The Four Poster)
- 1953: Mainstreet to Broadway
- 1954: Feuerwerk
- 1955: Teufel in Seide
- 1956: Zwischen Zeit und Ewigkeit
- 1956: Anastasia, die letzte Zarentochter
- 1957: Wie ein Sturmwind
- 1957: Der gläserne Turm
- 1958: Montparnasse 19 (Les Amants de Montparnasse)
- 1958: Eine Frau, die weiß, was sie will
- 1958: Mädchen in Uniform
- 1958: Das Leben zu zweit (La Vie à deux)
- 1959: Bei mir nicht (But Not for Me)
- 1960: Verschwörung der Herzen (Conspiracy of Hearts)
- 1960: Frau Warrens Gewerbe
- 1960: In angenehmer Gesellschaft (The Pleasure of His Company)
- 1961: Frau Cheneys Ende
- 1961: Das fremde Gesicht (Le Rendez-vous de minuit)
- 1961: Julia, du bist zauberhaft (Adorable Julia)
- 1962: Verrat auf Befehl (The Counterfeit Traitor)
- 1962: Finden Sie, daß Constanze sich richtig verhält?
- 1962: Erotica (L’Amour difficile)
- 1962: Leviathan
- 1963: Flucht der weißen Hengste (Miracle of the White Stallions)
- 1963: Treffpunkt Tanger (Finché dura la tempesta)
- 1963: Das große Liebesspiel
- 1964: Die Unmoralischen (Le Triangle)
- 1965: Geheimaktion Crossbow (Operation Crossbow)
- 1965: Die amourösen Abenteuer der Moll Flanders (The Amorous Adventures of Moll Flanders)
- 1965: Herr auf Schloß Brassac (Le Tonnerre de Dieu)
- 1966: Der Kongreß amüsiert sich
- 1966: Zwei Girls vom Roten Stern
- 1966: Die Reise des Vaters (Le Voyage du père)
- 1967: Der Diamantenprinz (Jack of Diamonds)
- 1967: König Oedipus (Oedipus the King)
- 1967: Paarungen
- 1968: Der mysteriöse Mr. Sebastian (Sebastian)
- 1968: Der Haftbefehl (Nobody Runs Forever)
- 1969: Der Killer und die Dirne (Hard Contract)
- 1969: Das ausschweifende Leben des Marquis de Sade (De Sade)
- 1969: Das Versteck – Angst und Mord im Mädcheninternat (La residencia)
- 1970: Der Mann mit der Torpedohaut (La Peau de torpedo)
- 1970: Ständig in Angst (Hauser’s Memory)
- 1971: Diabolisch (Night Hair Child)
- 1971: Mord in der Rue Morgue (Murder in the Rue Morgue)
- 1975: Lotte in Weimar
- 1978: The Boys from Brazil
- 1982: Feine Gesellschaft – beschränkte Haftung
- 1985: Der 4 1/2 Billionen Dollar Vertrag (The Holcroft Covenant)
- 2018: The Other Side of the Wind [in den frühen 1970er Jahren gedreht]

### Fernsehen (Auswahl)
- 1971: Der Kommissar (Fernsehserie, Folge 38: Grau-roter Morgen)
- 1972–1979: Eine Frau bleibt eine Frau (zehn Folgen)
- 1974: The Zoo Gang (Fernsehfilm)
- 1974: Derrick (Fernsehserie, Folge 2: Johanna)
- 1980: Weekend (Fernsehfilm)
- 1981: Kinder (Fernsehfilm)
- 1982: Eine etwas sonderbare Dame (Fernsehfilm)
- 1982: Unglaubliche Freunde (Fernsehfilm)
- 1984: Love Boat (Fernsehserie)
- 1986: Peter der Große (Peter the Great) (Fernsehmehrteiler)

## Hörspiele
- 1979: Dornröschen. Erzählerin, Walt-Disney-Filmklassiker (LP)
- 1979: Schneewittchen und die sieben Zwerge. Erzählerin, Walt-Disney-Filmklassiker (LP)

## Auszeichnungen
- 1953: Coppa Volpi der Internationalen Filmfestspiele von Venedig als beste Darstellerin für Das Himmelbett
- 1956: Filmband in Silber in der Kategorie Beste Hauptdarstellerin für Teufel in Seide
- 1957: Filmband in Silber in der Kategorie Beste Hauptdarstellerin für Anastasia, die letzte Zarentochter
- 1958: Nominierung für den British Academy Film Award in der Kategorie Beste ausländische Darstellerin für Anastasia, die letzte Zarentochter
- 1960: Nominierung für den Golden Globe in der Kategorie Beste Hauptdarstellerin – Komödie oder Musical für Bei mir nicht
- 1960: Stern auf dem Hollywood Walk of Fame (7013 Hollywood Blvd.)[9]
- 1965: Beste Darstellerin beim Festival Internacional de Cine de Donostia-San Sebastián für Geheimaktion Crossbow
- 1973: Goldene Kamera für Eine Frau bleibt eine Frau
- 1974: Großes Verdienstkreuz des Verdienstordens der Bundesrepublik Deutschland
- 1978: Filmband in Gold für langjähriges und hervorragendes Wirken im deutschen Film
- 1987: Nominierung für den Golden Globe in der Kategorie Beste Nebendarstellerin – Serie, Mini-Serie oder TV-Film für Peter der Große

## Werke
- Dicke Lilli, gutes Kind. Droemer Knaur, München 1974, ISBN 3-85886-034-4. (Platz 1 der Spiegel-Bestsellerliste in den Jahren 1974 und 1975)
- Der rote Rabe. Droemer Knaur, München 1977, ISBN 3-85886-057-3. (Platz 1 der Spiegel-Bestsellerliste vom 7. März bis zum 1. Mai 1977)
- Umarmen hat seine Zeit. Droemer Knaur, München 1979, ISBN 3-85886-074-3.
- Nachtmusik. Droemer Knaur, Ascona 1981, ISBN 3-85886-095-6.
- Eine Frau bleibt eine Frau: Nach der erfolgreichen ZDF-Serie. Droemer Knaur, München; Zürich 1982, ISBN 3-426-19062-1.
- Um eine Nasenlänge. Droemer Knaur, München 1984, ISBN 3-426-19083-4.
- Wenn der Nachtvogel schreit. Droemer Knaur, München 1986, ISBN 3-426-19164-4.